# Увлечение Стеллы
«Увлечение Стеллы», или «Увлечения Стеллы» (англ. How Stella Got Her Groove Back) — американский фильм 1998 года режиссёра Кевина Родни Салливана, снятый в жанре любовной истории, по одноимённой книге Терри Макмиллан.

## Сюжет
Стелла Пэйн — успешная 40-летняя бизнес-леди, одна воспитывает сына, живёт в Калифорнии. Её лучшая подруга Делила из Нью-Йорка, она уговаривает Стеллу съездить в отпуск и хоть немного отдохнуть от работы и одиночества. Местом отдыха подруги выбирают город Монтего-Бэй на Ямайке.
Там Стелла очень быстро знакомится с 20-летним местным жителем Уинстоном Шекспиром, и у них начинаются любовные отношения. Стелла пытается найти баланс между любовью и дружбой, личным счастьем и карьерным ростом, любовью к Уинстону и любовью к сыну.

## В ролях
- Анджела Бассет — Стелла Пэйн
- Тэй Диггз — Уинстон Шекспир
- Майкл Пэгэн — Куинси Пэйн
- Джеймс Пикенс-младший — Уолтер Пэйн
- Вупи Голдберг — Делила Абрахам
- Глинн Тёрмен — доктор Шекспир
- Реджина Кинг — Ванесса
- Сьюззанн Дугласс — Анжела
- Сисили — Шантель
- Ричард Лоусон — Джек
- Ли Уивер — Нэйт
- Лайза Ханна — Эбби
- Барри Шабака Хенли — Бадди

## Факты
- Саундтрек к фильму вышел за три дня до общеамериканского показа. Он состоит, в основном, из композиций в стиле ритм-н-блюз и регги. Поднялся до восьмого места в хит-параде Billboard 200, и до третьего в Top R&B/Hip-Hop Albums. См. более подробно — Увлечение Стеллы (саундтрек) (англ.)
- В 1999 году фильм номинировался на 12 различных наград, и выиграл 4 из них[3].
- Название фильма было спародировано в названии эпизодов «How Hermes Requisitioned His Groove Back» (2000) мультсериала «Футурама», и «How Cleveland Got His Groove Back» (2010) мультсериала «Шоу Кливленда».
- Премьерный показ в разных странах[4]:
  - США — 3 августа 1998 (ограниченный показ); 14 августа 1998 (всеобщий показ)
  - Австралия — 19 ноября 1998
  - Великобритания — 5 февраля 1999
  - Новая Зеландия — 14 февраля 1999
  - Венгрия — 4 марта 1999 (выход на видео)
  - Аргентина — 8 июня 1999 (выход на видео)
  - Италия — 25 июня 1999
  - Германия — 6 апреля 2000